# Cimetière Nord de Strasbourg
Le Cimetière Nord est un cimetière situé dans le quartier de la Robertsau à Strasbourg. 

## Présentation
Le cimetière est conçu comme un vaste  jardin à la française avec en son centre une grande pièce d'eau. Les bâtiments ont été réalisés par Fritz Beblo en 1917.
D'une superficie de 18 hectares, c'est le plus grand cimetière de la ville. Il est bordé à l'ouest par la commune limitrophe de Bischheim, au nord par la Cité de l'Ill et à l'est par le canal du Mühlwasser.

## Personnalités

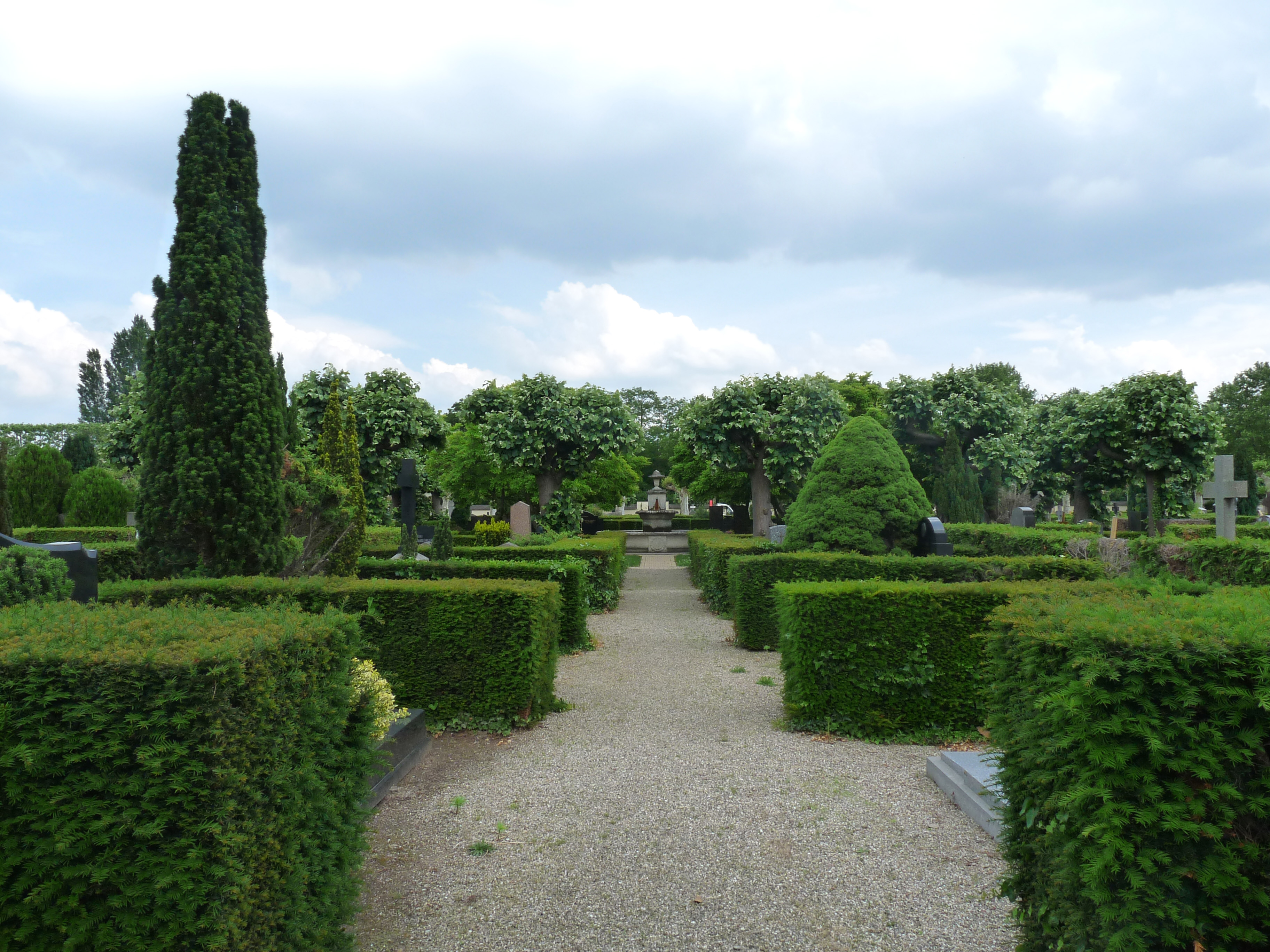
Allées du cimetière.

Parmi les personnalités inhumées au cimetière Nord figurent le docteur Pierre Bucher, l'un des fondateurs du Musée alsacien ; Hans Haug, directeur des musées de Strasbourg et fondateur du Musée de l'Œuvre Notre-Dame ; Robert Forrer, archéologue et conservateur du Musée archéologique de Strasbourg ; Paul Dopff, architecte en chef de la Ville ; Auguste Sartory, doyen de la Faculté de pharmacie ; André Tubeuf, écrivain et musicologue.